# Max Arciniega
Maximino Arciniega Jr., detto Max (Chicago, 20 luglio 1987), è un attore statunitense noto per l'interpretazione di Krazy-8 nella serie televisiva Breaking Bad e nel suo spin-off Better Call Saul.

## Filmografia parziale

### Cinema
- La bottega del barbiere 2 (Barbershop 2: Back in Business), regia di Kevin Rodney Sullivan (2004)
- Knockout - Resa dei conti (Haywire), regia di Steven Soderbergh (2011)
- Old Henry, regia di Potsy Ponciroli (2021)

### Televisione
- Surface - Mistero dagli abissi (Surface) - serie TV, 1 episodio (2005)
- E-Ring - serie TV, 1 episodio (2006)
- Veronica Mars - serie TV, 1 episodio (2006)
- 3 libbre (3 lbs) - serie TV, 2 episodi (2006)
- Private Practice - serie TV, 1 episodio (2007)
- Senza traccia (Without a Trace) - serie TV, 1 episodio (2008)
- Breaking Bad - serie TV, 3 episodi (2008)
- Lincoln Heights - Ritorno a casa (Lincoln Heights) - serie TV, 1 episodio (2008)
- The Unit - serie TV, 1 episodio (2008)
- E.R. - Medici in prima linea (ER) - serie TV, 1 episodio (2009)
- Lie to Me - serie TV, 1 episodio (2009)
- Blue Bloods - serie TV, 1 episodio (2010)
- Off the Map - serie TV, 1 episodio (2011)
- Fringe - serie TV, 1 episodio (2012)
- Castle - serie TV, episodio 5x07 (2012)
- Grimm - serie TV, 1 episodio (2014)
- Blood & Oil – serie TV, 4 episodi (2015)
- NCIS: New Orleans - serie TV, 1 episodio (2016)
- Better Call Saul - serie TV, 7 episodi (2016-2020)
- Colony - serie TV, 5 episodi (2017)
- Bosch - serie TV, 7 episodi (2017)
- Chance - serie TV, 1 episodio (2017)
- Unbelievable - serie TV, 4 episodi (2019)
- Snowfall - serie TV, 1 episodio (2023)

## Doppiatori italiani
Nelle versioni in italiano delle opere in cui ha recitato, Max Arciniega è stato doppiato da:
- Nanni Baldini in Private Practice, Blue Bloods
- Stefano Billi in Veronica Mars
- Fabrizio Vidale in Breaking Bad
- Gianfranco Miranda in Fringe
- Andrea Lopez in Blood & Oil
- Emanuele Ruzza in Better Call Saul (ep. 2x04, 3x06, 3x08)
- Gianluca Crisafi in Better Call Saul (ep. 4x08, 5x01-03)
- Andrea Mete in NCIS: New Orleans
- Gabriele Marchingiglio in Colony
- Maurizio Merluzzo in Bosch
- Daniele De Lisi in Unbelievable
- Oliviero Cappellini in Old Henry
- Giacomo Bartoccioli in Snowfall